# Kamogawa
Kamogawa (鴨川市, Kamogawa-shi) är en stad i den japanska prefekturen Chiba på den östra delen av ön Honshu. Den har cirka 35 000 invånare och är belägen på den östra delen av Bosohalvön, vid Kamoflodens mynning mot Stilla havet. Kamogawa fick stadsrättigheter 31 mars 1971  och slogs samman med kommunen Amatsukominato den 22 februari 2005. 